# Economia da Croácia
A economia da Croácia baseia-se fundamentalmente no serviços variados e indústria, notadamente dos setores químico, naval e metal-mecânico. O turismo é uma grande fonte de receitas. O produto interno bruto per capita de 2008, em termos de paridade de poder de compra, foi de 18.575 dólares americanos, ou 63,2% da média da União Europeia, segundo o Eurostat.
O mercado imobiliário local é representado principalmente por objetos
secundários. Novos edifícios no país um pouco, embora nos últimos anos tem havido um aumento na taxa de construção. Especialmente ativamente estão sendo construídas novas casas e locais turísticos nas regiões costeiras. Os objetos líquidos aqui são comprados muito rapidamente.
A economia croata é pós-comunista. No fim dos anos 80, no início do processo de transição económica, a sua posição era favorável mas foi fortemente prejudicada pela guerra, essa terminada em 1995 (guerra de bósnia).
Os problemas principais incluem o desemprego estrutural e uma quantidade de reformas económicas considerada insuficiente por alguns economistas, pois que enfrenta resistência pública. Particularmente preocupante é o sistema judicial antiquado, em especial no que diz respeito à posse das terras estatizadas no período comunista. Contudo, tais problemas vêm sendo alvo de grande mobilização no sentido de serem resolvidos por reformas legais ocorridas no âmbito das negociações para a entrada do país na União Europeia.
Mesmo assim, o país tem vindo a experimentar um crescimento econômico rápido em preparação de uma adesão à União Europeia, que já é o seu principal parceiro comercial, sendo, sua economia, considerada pelo Fundo Monetário Internacional como uma economia desenvolvida (high-income).